# Уве Дюрінґ
Уве Дюрінґ (нім. Uwe Dühring, 23 листопада 1955) — німецький академічний веслувальник.
Олімпійський чемпіон 1980 року в складі вісімки.
Чемпіон світу 1978 року в складі вісімки.